# شيجميتسو سودو
شيجميتسو سودو (باليابانية: 須藤 茂光) (مواليد 2 أبريل 1956)، هو لاعب كرة قدم ياباني سابق كان يلعب كمدافع. سبق له أن لعب مع منتخب اليابان.

## وصلات خارجية
- شيجميتسو سودو على موقع الاتحاد الدولي (مؤرشف)  (الإنجليزية)
- شيجميتسو سودو على موقع قاعدة بيانات كرة القدم.إي يو (الإنجليزية)
- شيجميتسو سودو على موقع ناشيونال فوتبول تيمز (الإنجليزية)
- شيجميتسو سودو على موقع Soccerway.com (الإنجليزية)
- National Football Teams
- Japan National Football Team Database